# Turkana (Ethnie)

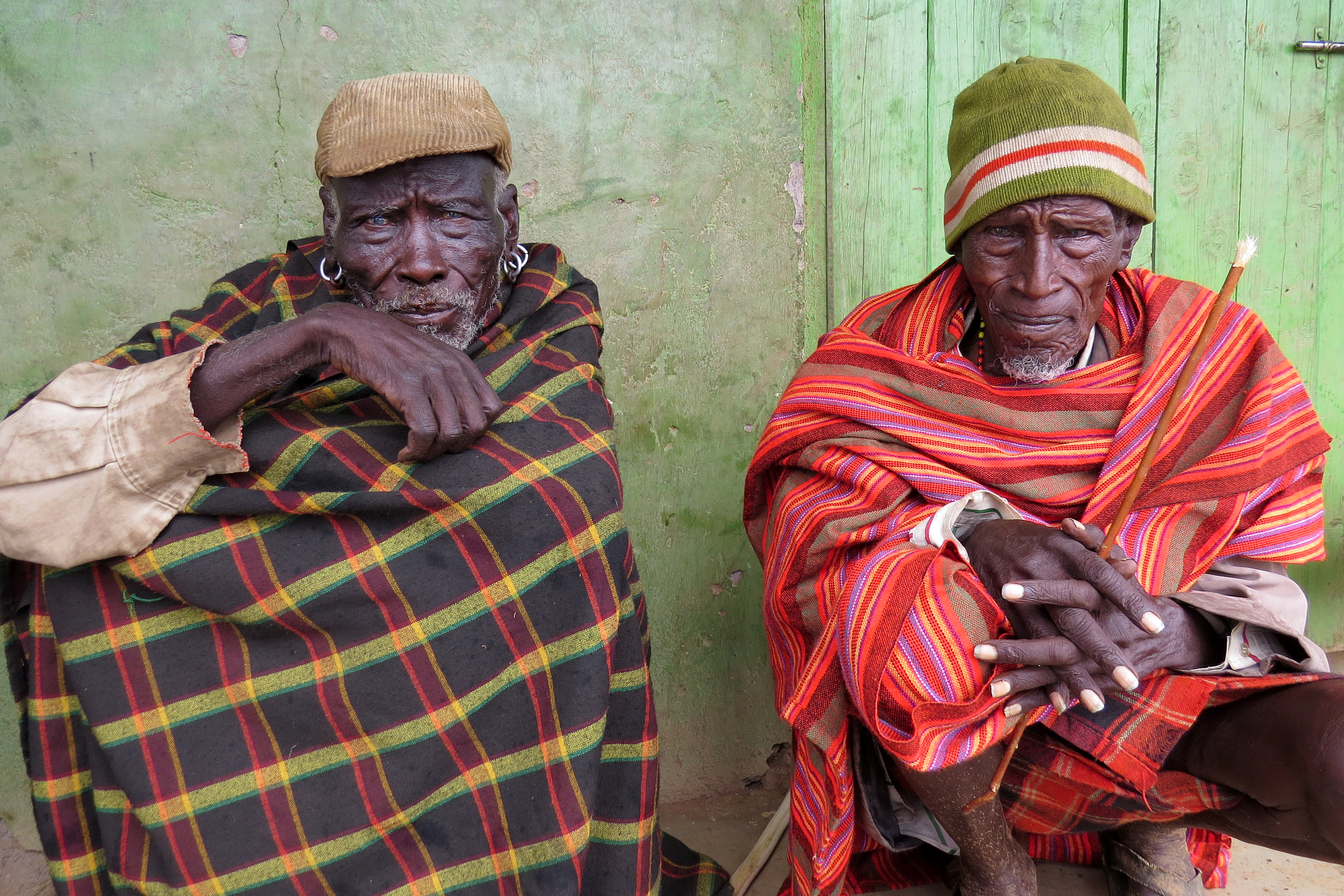
Turkana-Hirten

Die Turkana (früher auch Elgume) sind ein nilotisches Volk, das im Nordwesten von Kenia lebt, in der Hauptsache westlich des Turkana-Sees, im Turkana County. Einige Turkana haben sich auch auf der Ostseite des Turkana-Sees angesiedelt. Sie machen mit insgesamt rund 1.000.000 Angehörigen etwa 2,5 Prozent der Gesamtbevölkerung Kenias aus. Die Sprache der Turkana gehört zur nilotischen Sprachgruppe innerhalb der nilosaharanischen Sprachfamilie. Die Turkana nennen ihre Sprache ŋaturkana.
Die Turkana sind Teil einer größeren Volksgruppe, die sich nie einen eigenen Namen gegeben hat und die heutzutage vor allem unter dem Namen Ateker bekannt ist. Außer den Turkana gehören zu den Ateker die Teso, Karimojong, Jie und Dodos in Uganda, die Toposa und Jije in Südsudan und die Nyangatom in Äthiopien.
Die Turkana leben traditionell hauptsächlich als Viehhalter und halten Kamele, Rinder (Zebu), Schafe und Ziegen, die ihnen Milch, Blut und Fleisch als Nahrung liefern, sowie Esel zum Transport. In ihrer mündlichen Überlieferung bezeichnen sie sich selber als „das Volk des grauen Bullen“, nach dem Zebu, dessen Domestizierung eine große Rolle in ihrer Geschichte spielte.

## Klima und Lebensweise
Trockenzeiten mit Normal-Temperaturen um die 40 Grad und kaum Regen, und dann Regenzeiten, in denen der insgesamt spärliche Regen in Sturzfluten hernieder rauscht und alles wegschwemmt – so präsentiert sich hier das Land. Im Turkana-Gebiet wurde neuerdings Öl gefunden, aber ansonsten gibt es keine Industrie und kein produzierendes Gewerbe. So ist die traditionelle Einkommensquelle der Menschen hier hauptsächlich die Tierzucht: Rinder, Kamele, Ziegen und Schafe, und Esel für den Transport. Wo immer möglich wird ein wenig Feldbau getrieben, vor allem mit Hirse (Sorghum). Das ist aber ein eher mühsames Unterfangen, denn die Regenfälle sind erratisch – werden in letzter Zeit immer erratischer – und so ist auch der Ertrag niedrig und vor allem unsicher. Es bleiben also die Tiere. Mit einem ausgeklügelten System von Weidewirtschaft schaffen es die Hirten meist, ihre Tiere und sich durch die Trockenzeiten zu bringen. Dann nämlich ziehen die jungen Männer mit den Herden in oft weit entfernte Weidegebiete, in denen es noch Wasser und Futter gibt. Die Familie mit älteren Leuten und Kindern bleibt derweil meist an ihrem angestammten Platz. Turkana sind also keine Nomaden im gebräuchlichen Sinn, sondern sie praktizieren das, was man im Fachjargon transhumante Weidewirtschaft nennt – in Europa halten es die Almbauern in den Alpen auch heute noch ähnlich.
Tiere sind nicht nur wirtschaftlich, sondern auch sozial und rituell der Dreh- und Angelpunkt der traditionellen aber auch durchaus noch der modernen Turkana-Gesellschaft. Die Turkana-Hirten sichern ihr Überleben mit breit gefächerten Unterstützungs-Netzwerken, die sie durch das Verschenken und Verleihen von Tieren etablieren und auf die sie in Notzeiten zurückgreifen. In diese Kategorie gehört auch der sogenannte Brautpreis: Die Braut wird keinesfalls gekauft, sondern Tiere werden an die Schwiegerverwandtschaft verteilt, um sich deren Unterstützung zu sichern, denn wie so oft auf der Welt heiraten nicht Individuen, sondern letztendlich verbinden sich durch eine Heirat Familien.
Dürreperioden, Bevölkerungs- und Modernisierungsdruck in Form von Verlust benötigter Trockenzeit-Reserveweiden durch agrarische Anbauflächen haben das traditionelle System der Weidewirtschaft bei den Turkana in Bedrängnis gebracht. Externe Unterstützung durch Entwicklungs- und Nahrungsmittelhilfe hat sich als letztendlich nicht wirklich erfolgreich erwiesen. Bis auf die Ölfunde gibt es kaum ein produktives Gewerbe, und so ist die moderne Turkana-Lebensweise weitgehend auf Transfers durch den Staat, die Kirchen und Hilfsorganisationen angewiesen. Entsprechend hat sich eine Art Dreiteilung der Gesellschaft entwickelt: die traditionellen Hirten auf dem Land, die Stadtbevölkerung in der Hauptstadt Lodwar und anderen quasi-urbanen Orten und die Menschen, die irgendwie zwischen dem traditionellen und dem modernen System leben.
Traditionelle Behausungen der Turkana bestehen aus Rundhütten, die aus Ästen und Zweigen, in Südturkana aus Palmwedeln geflochten werden. In den Weidelagern sind es provisorische leichte Geflechte zum Sonnenschutz. Die Hütten werden traditionellerweise nicht mit Lehm verkleidet. Als Regenschutz dienen Felle oder heutzutage Plastikplanen.

## Kleidung
Westliche Kleidung hat bei den Turkana weitgehend Einzug gehalten, in den Städten sowieso, aber auch auf dem Land. Dort tragen ältere Männer auch oft Tücher, die sie zum Teil togaartig über der Schulter zusammenknüpfen. Im Allgemeinen führen die Männer einen Stock mit sich und ein ekicholong, das als Sitzgelegenheit und Kopfstütze dient. Frauen tragen im täglichen Leben nur noch selten die traditionellen Lederschurze und -umhänge und stattdessen auch Baumwolltücher. Berühmt sind die Turkana-Frauen für ihre opulenten Perlenkragen aus übereinandergelegten Glasperlenketten, deren Farbgebung traditionellerweise Clanzugehörigkeit, Familienstand etc. anzeigte. Heutzutage werden diese ergänzt oder auch ersetzt durch röhrenartige Gebilde, die den gesamten Hals bedecken und manchmal in den kenianischen Landesfarben gehalten sind.
Seit einiger Zeit findet bei den Turkana eine stärkere Rückbesinnung auf ihre traditionelle Kultur statt. Bei Festen und offiziellen Veranstaltungen treten Männer und Frauen zunehmend in traditionell anmutender Kleidung und Schmuck auf, wobei sich ein neuer typischer Turkana-Stil entwickelt hat, auf den die Turkana stolz sind. Auf dem Land findet man bei Männern inzwischen auch wieder die schon fast verschwundenen Lehm-Haarkappen.

## Ernährung
Die Turkana-Hirten ernähren sich in der Hauptsache nicht von Fleisch, sondern von Milch und Milchprodukten, wobei die Milch hauptsächlich in vergorener Form getrunken wird. Manchmal, vor allem in den Trockenzeit-Viehlagern, lassen die Männer Tiere zur Ader und trinken das Blut mit Milch verquirlt. Sofern verfügbar, wird ein Brei aus Hirse (Sorghum) gekocht, mit Zugabe von Sesam, wild wachsenden Gemüsen usw. Durch Hungerhilfeaktionen und andere äußere Einflüsse hat sich auch der ernährungstechnisch weniger ergiebige aber süßere Mais etabliert.

## Gesellschaft
Politisch sind die Turkana im Turkana County beheimatet. Traditionell sind sie eine Gesellschaft ohne vererbbare aber durchaus vorhandene Autorität, die nach bestimmten Regeln bei den alten Männern angesiedelt ist (Moiety-System mit Altersklassen). Aufgrund der für die Tierhaltung notwendigen Mobilität ergibt sich fast automatisch eine Arbeitsteilung: Die jungen Männer sind für die Tiere verantwortlich, und da die Gegend unsicher ist und Tierraub zwischen benachbarten Ethnien an der Tagesordnung ist, sind sie auch Krieger. Ihre Waffen waren früher Speere, heute sind es automatische Schnellfeuergewehre.

## Sonstiges
Ein bekannter Anwalt der Turkana war der 2005 auf offener Straße erschossene Apostolische Vikar Luigi Locati.

## Galerie

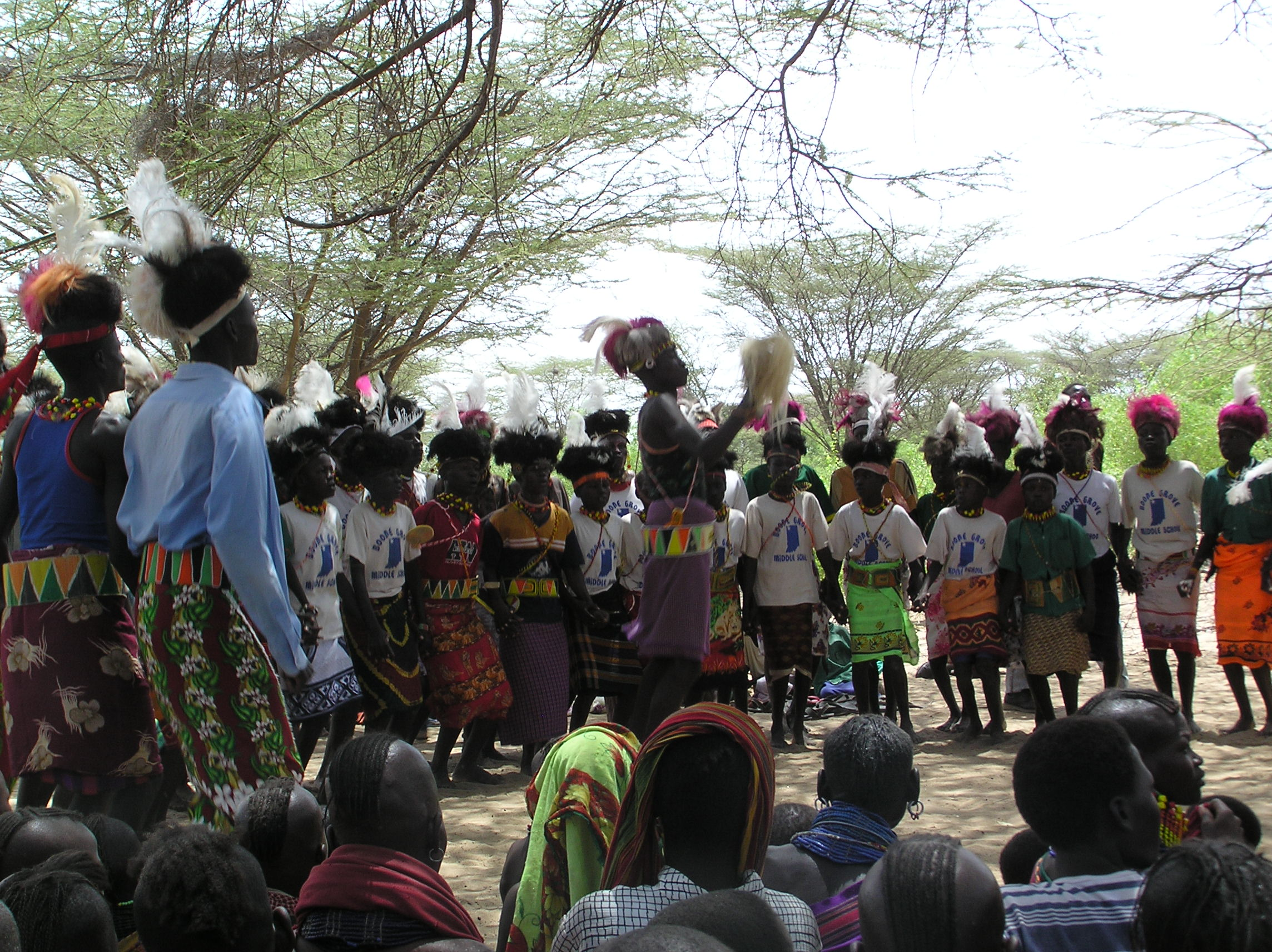
Traditioneller Tanz präsentiert von örtlichen Schulkindern
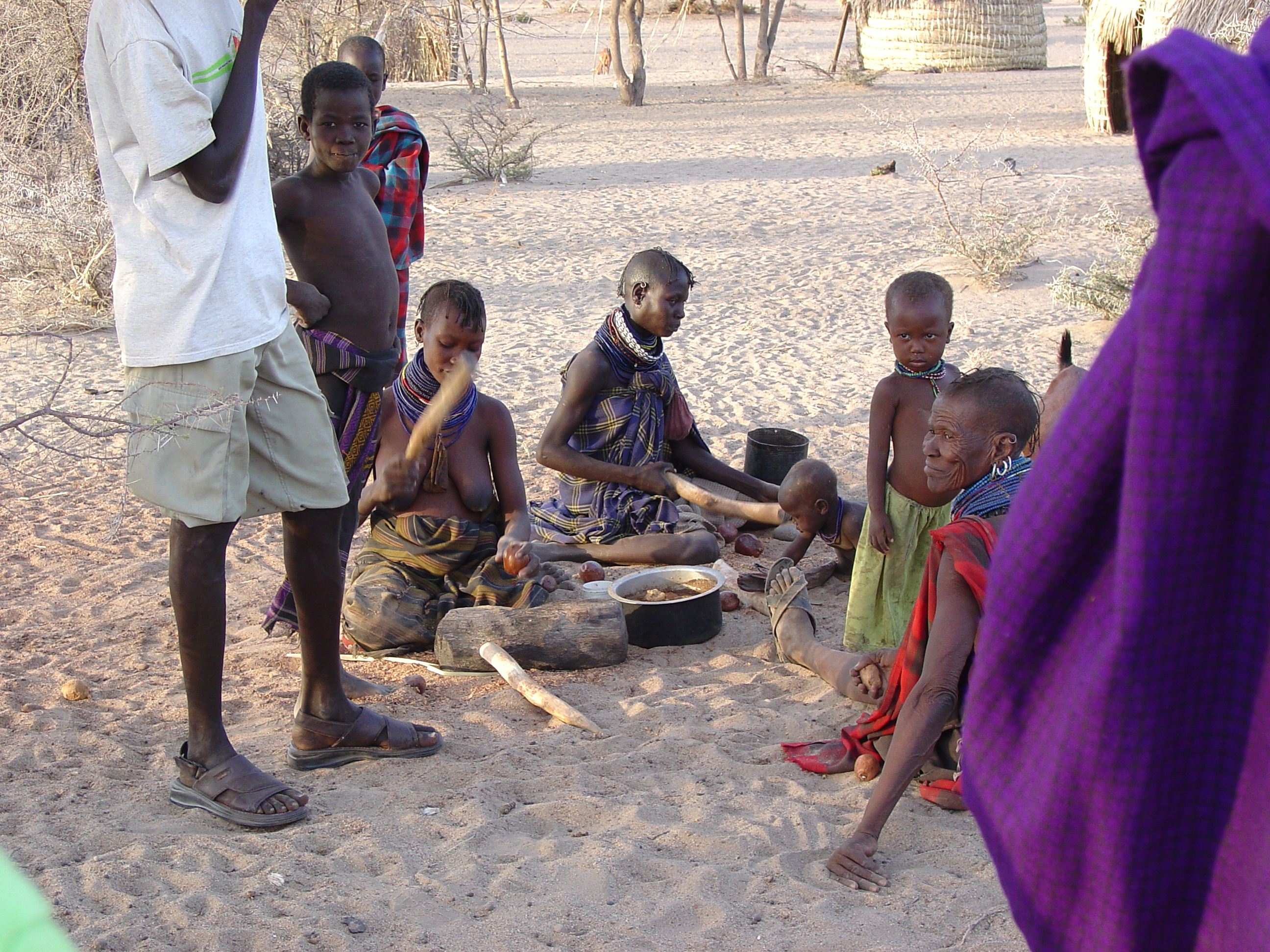
Frauen schlagen Palm-Nüsse, um die Schalen zu entfernen
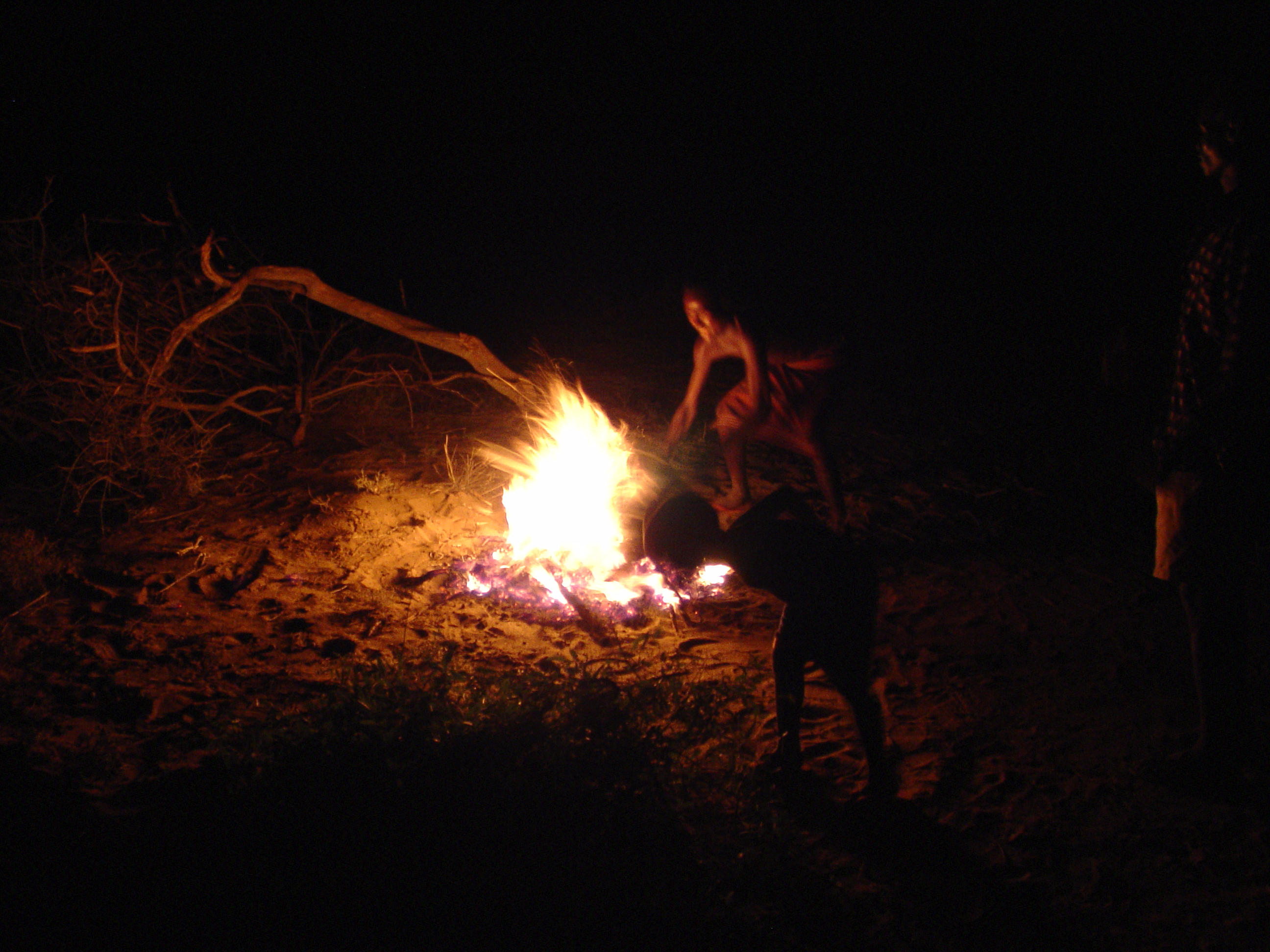
Männer grillen eine Ziege
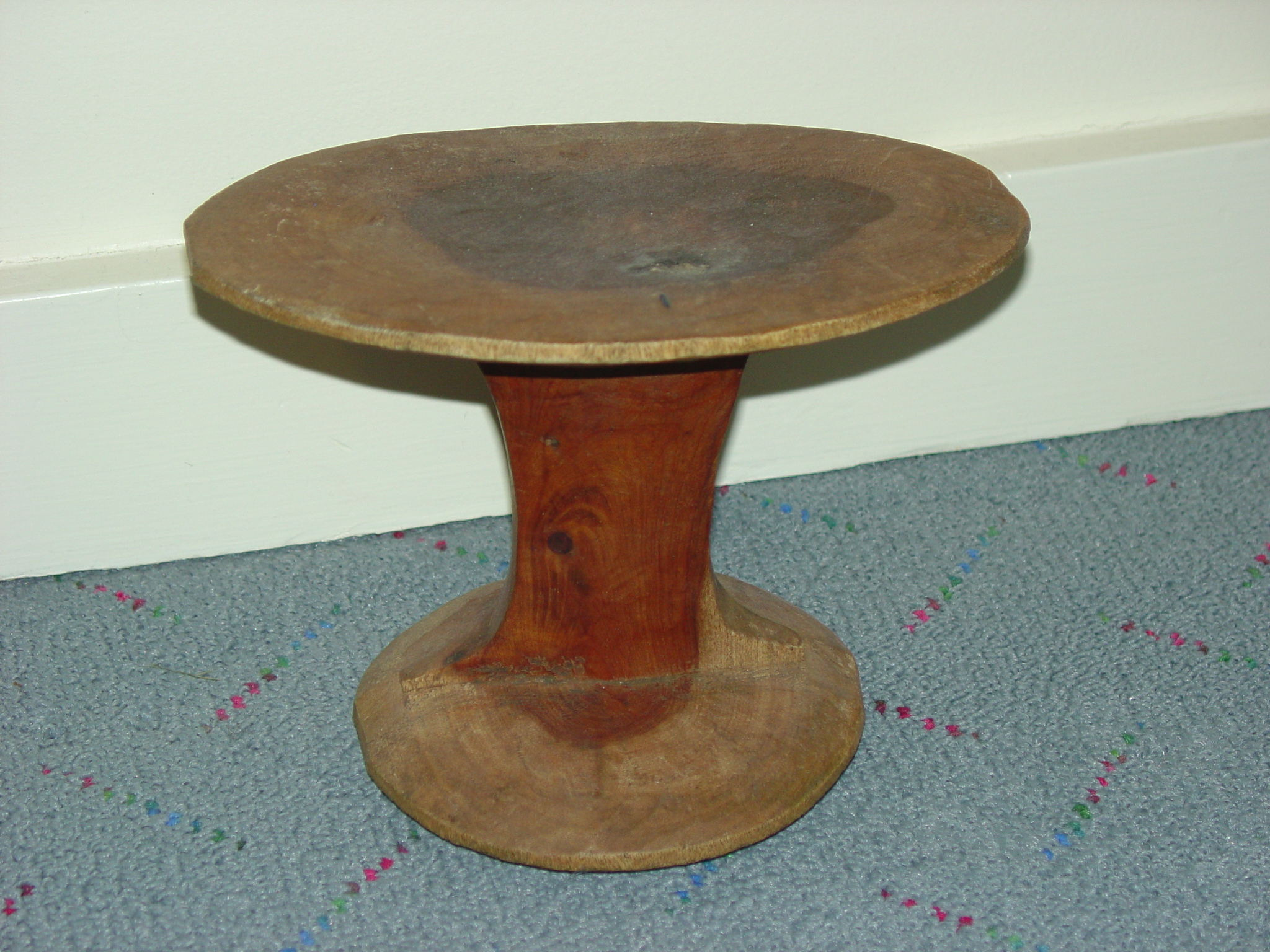
Ein Schemel, der aus Holz geschnitzt und mit Tabak imprägniert wird
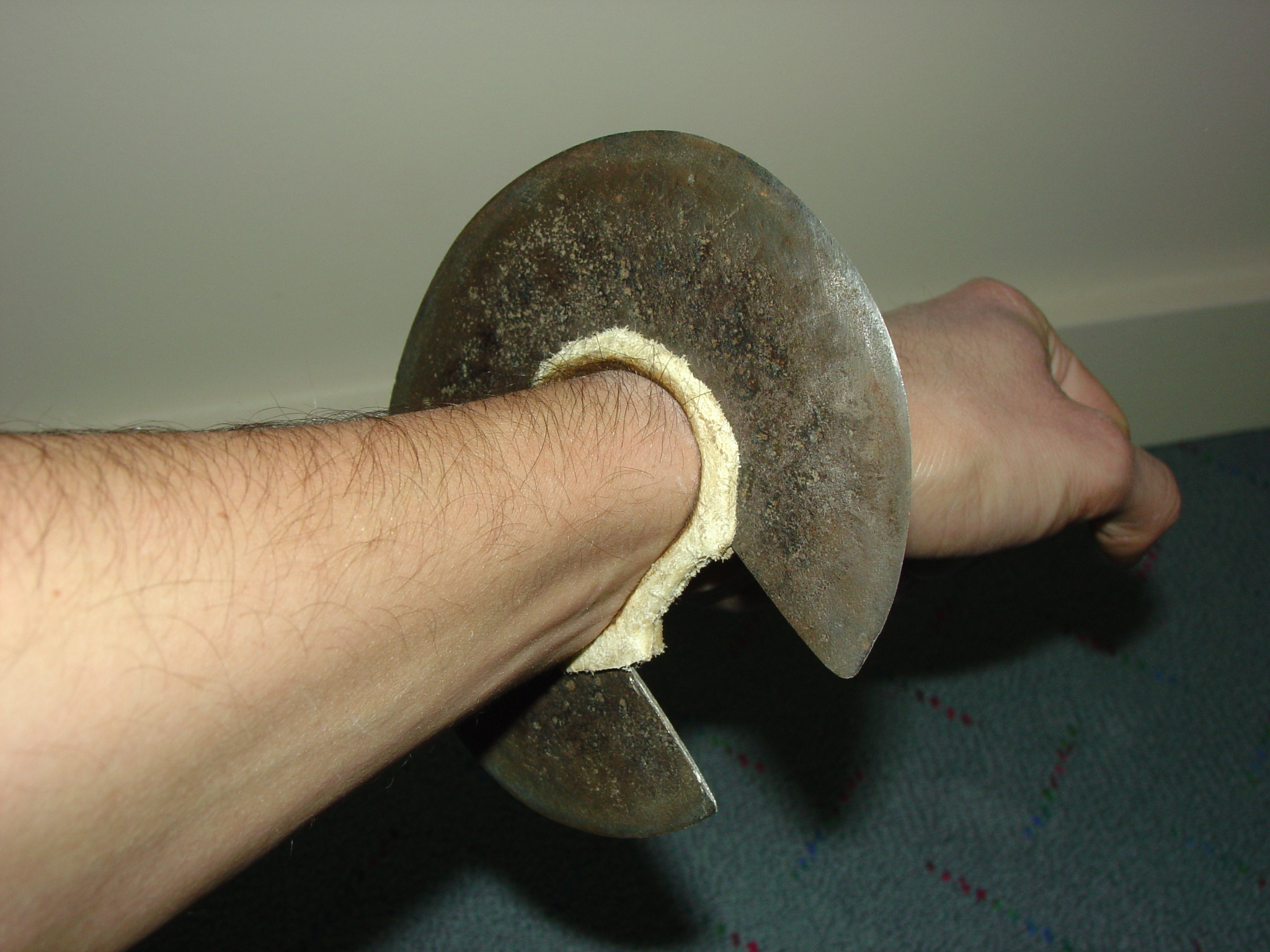
Ein Handgelenk-Messer, wie es von den Männern auch zum Kampf benutzt wird